# 7780 Марен
7780 Марен (7780 Maren) — астероїд головного поясу, відкритий 15 липня 1993 року.
Тіссеранів параметр щодо Юпітера — 3,411.